# Szymany (Szczytno)
Szymany (deutsch Groß Schiemanen) ist ein Dorf in der Gmina Szczytno (Landgemeinde Ortelsburg). Es liegt im Powiat Szczycieński (Kreis Ortelsburg) in der Woiwodschaft Ermland-Masuren im Norden Polens.

## Geographie

### Geographische Lage
Szymany liegt in der südlichen Mitte der Woiwodschaft Ermland-Masuren, neun Kilometer südlich der Kreisstadt Szczytno (deutsch Ortelsburg).
Aufgrund seiner Lage im Westen der Masurischen Seenplatte gehört die Region Szymany dem Baltischen Höhenrücken an. Charakteristisch für die Gegend sind zahlreiche Seen, Flüsse, sowie Nadel- und Mischwälder. Westlich am Dorf erstreckt sich heute das Rollfeld des Flughafens Olsztyn-Mazury.

### Geologie
Die Landschaft ist durch den fennoskandischen Eisschild gestaltet worden und ist eine postglaziale, hügelige, bewaldete Grundmoräne mit vielen Rinnen-, Binnenseen und Flüssen.

## Geschichte

### Ortsgeschichte
Ursprünglich war diese Region von den heidnischen Prußen bewohnt. Seit 1243 gehörte das Gebiet dem Deutschordensstaat. Nach dem Zweiten Frieden von Thorn im Jahr 1466 kam die Region zum Herzogtum Preußen. Im Jahr 1525 wurde die Reformation eingeführt. In einer am 29. Mai 1682 ausgestellten Urkunde heißt es, „daß Theerbrenner Matthäus Lissen um Erneuerung des alten Privilegs vom 15. Juni 1678 gebeten habe und daß ihm ein Ort, welcher durch die Aschbrennerei ganz ausgehauen gewesen und nur vertrocknetes und erfrorenes Holz darauf gestanden, dem Augenmaß nach 20 Huben in sich haltend, zugesprochen wäre, um ein neues Dorf darauf anzusetzen“. Am 1. Juni 1685 erhielt Johann Wlochatz ein Krugprivileg. Schweres Leid brachte 1777 die Cholera, der ein großer Teil der Einwohnerschaft zum Opfer fiel. Zehn Jahre später (1787) wirtschafteten im Dorf 30 Bauern.
Nach 1701 wurde diese Region ein Teil des Königreichs Preußen und später der Provinz Ostpreußen. Groß Schiemanen gehörte von 1818 bis 1945 dem Landkreis Ortelsburg im Regierungsbezirk Allenstein an. Im Juli 1874 ist der bis 1945 bestehende Amtsbezirk Schiemanen im Kreis Ortelsburg im Regierungsbezirk Königsberg (ab 1905: Regierungsbezirk Allenstein) der preußischen Provinz Ostpreußen gebildet worden.
Bei der Volksabstimmung 1920 stimmten 773 für den Verbleib bei Deutschland, für Polen gab es keine Stimme.
Im Jahr 1924 wurde in Groß Schiemanen ein Gefallenendenkmal des Ersten Weltkriegs aufgestellt. Bereits zu Beginn des Zweiten Weltkriegs wurde westlich von Groß Schiemanen ein Einsatzhafen der Luftwaffe errichtet.
Im Zuge der Ostpreußischen Operation wurde Groß Schiemanen am 25. Januar 1945 von der Roten Armee eingenommen und der sowjetischen Kommandantur unterstellt. Nach Kriegsende kam Groß Schiemanen zur Volksrepublik Polen und erhielt die polnische Namensform „Szymany“. Heute ist das Dorf Sitz eines Schulzenamtes (polnisch Sołectwo) im Verbund der Landgemeinde Szyzctno (Ortelsburg) im Powiat Szczycieński (Kreis Ortelsburg), bis 1998 der Woiwodschaft Olsztyn, seither der Woiwodschaft Ermland-Masuren zugehörig.

### Amtsbezirk Schiemanen (1874–1945)
Bei Errichtung des Amtsbezirks Schiemanen waren vier Dörfer eingegliedert. Aufgrund von strukturellen Veränderungen waren es am Ende sechs:
| Deutscher Name                                          | Polnischer Name | Bemerkungen                                       |
| ------------------------------------------------------- | --------------- | ------------------------------------------------- |
| Groß Schiemanen                                         | Szymany         |                                                   |
| Klein Schiemanen                                        | Szymanki        |                                                   |
| Kutzburg                                                | Kucbork         |                                                   |
| Kutzburgmühle                                           |                 | nach Kutzburg eingemeindet                        |
| ab 1894: Grüneberg, Forst                               |                 | 1929 nach Reußwalde, Forst anteilig eingegliedert |
| vor 1908: Willenberg, Forst                             |                 |                                                   |
| ab 1932: Materschobensee                                | Sasek Wielki    | Bis 1932 im Amtsbezirk Materschobensee            |
| vor 1938: Wessolowen 1938–1945 Fröhlichshof (teilweise) | Wesołowo        |                                                   |

Am 1. Januar 1945 gehörten Fröhlichshof, Groß Schiemanen, Klein Schiemanen, Kutzburg, Reußwalde und Willenberg, Forst zum Amtsbezirk Schiemanen.

### Einwohnerzahlen
- 1717: 0049 Wirte
- 1787: 0030 Bauern
- 1905: 0101
- 1933: 0747
- 1939: 1133
- 2011: 0553[1]

## Kirche

### Evangelisch

#### Kirchengeschichte
Bis 1909 war Groß Schiemanen in die Kirche Ortelsburg eingepfarrt. Im Jahre 1909 wurde in Groß Schiemanen eine eigene Pfarrei errichtet. Allerdings musste die Gemeinde lange auf ein Kirchengebäude verzichten. Die Gottesdienste wurden in der Schule gefeiert. Am 18. Dezember 1938 (4. Advent) wurde das neu errichtete Gotteshaus eingeweiht. Groß Schiemanen gehörte bis 1945 zur Kirchenprovinz Ostpreußen der Kirche der Altpreußischen Union.
Flucht und Vertreibung der einheimischen Bevölkerung setzten dem Leben der evangelischen Kirchengemeinde in dem dann Szymany genannten Ort nach 1945 ein Ende. Heute hier lebende Gemeindeglieder gehören jetzt zur Kirche in Szczytno in der Diözese Masuren der Evangelisch-Augsburgischen Kirche in Polen.

#### Kirchspielorte
Zum Kirchspiel Groß Schiemanen gehörten acht Dörfer bzw. Ortschaften und Wohnplätze:
| Deutscher Name     | Polnischer Name |  | Deutscher Name    | Polnischer Name |
| ------------------ | --------------- |  | ----------------- | --------------- |
| Dlotowken          | Nowe Dłutówko   |  | * Materschobensee | Sasek Wielki    |
| * Groß Schiemanen  | Szymany         |  | * Neu Schiemanen  | Nowiny          |
| * Klein Schiemanen | Szymanki        |  | Ostau             | Ostowo          |
| Kutzburgmühle      |                 |  | * Paterschobensee | Sasek Mały      |

#### Pfarrer
An der Kirche Groß Schiemanen versahen als evangelische Geistliche ihren Dienst:
- Herbert Lipp, 1911–1912
- Rudolf Mantze, 1921
- Hermann Rahnenführer, 1923–1930
- Wilhelm Czekay, 1933
- Max Werner Hoffheinz, 1939–1945

### Römisch-katholisch
Vor 1945 war Groß Schiemanen in die Pfarrei Ortelsburg im damaligen Bistum Ermland eingegliedert. Aufgrund der Neuansiedlung zahlreicher Menschen aus Ostpolen, die fast ausnahmslos katholischer Konfession waren, konnte sich in Szymany nach 1945 eine katholische Pfarrei bilden, die das bisher evangelische Gotteshaus als ihre Pfarrkirche übernahm. Sie gehört zum Dekanat Szczytno im Erzbistum Ermland.

### Baptisten
Bereits im 19. Jahrhundert bestand in Groß Schiemanen eine Gemeinde der Baptisten. 1928 wurde hier eine Kapelle errichtet.

## Schule
In Groß Schiemanen wurde 1860 ein Schulgebäude errichtet. Hier wurde Unterricht in zwei Klassen erteilt. 1926 konnte ein neues, nun für drei Klassen bestimmtes Schulgebäude eingeweiht werden.

## Verkehr

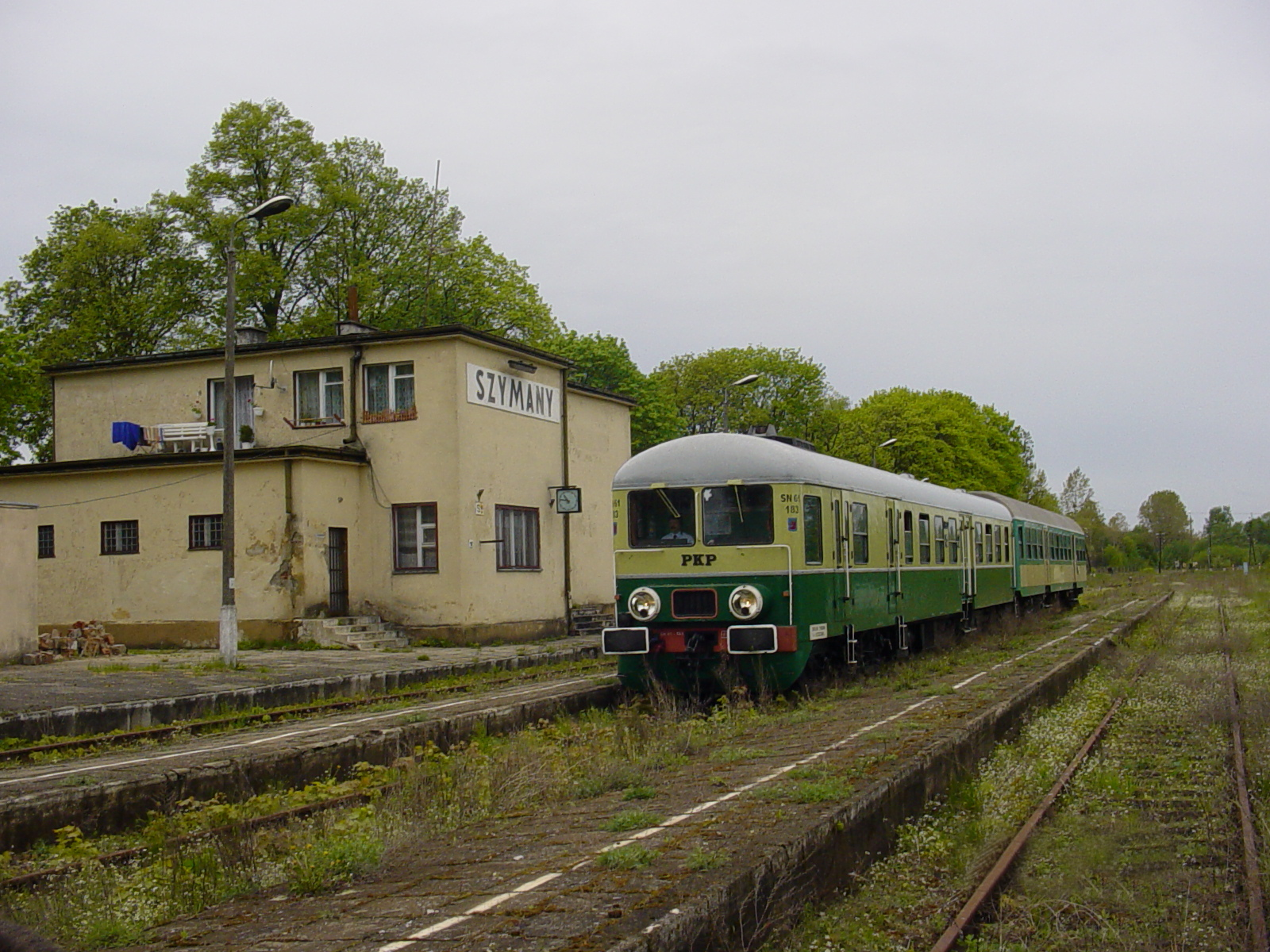
Bahnstation Szymany

### Straßen
Szymany liegt verkehrsgünstig an der bedeutenden polnischen Landesstraße 57 (einstige deutsche Reichsstraße 128), die die Woiwodschaft Ermland-Masuren in Nord-Süd-Richtung durchzieht und sie mit der Woiwodschaft Masowien verbindet.

### Schienen
Szymany liegt an der Bahnstrecke Ostrołęka–Szczytno, die derzeit nur ab Chorzele befahren wird. An dieser Strecke ist Szymany Bahnstation. In ihr zweigt eine kurze Bahnstrecke zum Flughafen Olsztyn-Mazury ab, der zu den wenigen Flugplätzen in Polen gehört, die über eine eigene Bahnstation („Szymany Lotnisko“) verfügen. Hier enden von Olsztyn (Allenstein) über Szczytno (Ortelsburg) eintreffende und abfahrende Züge.

### Luft

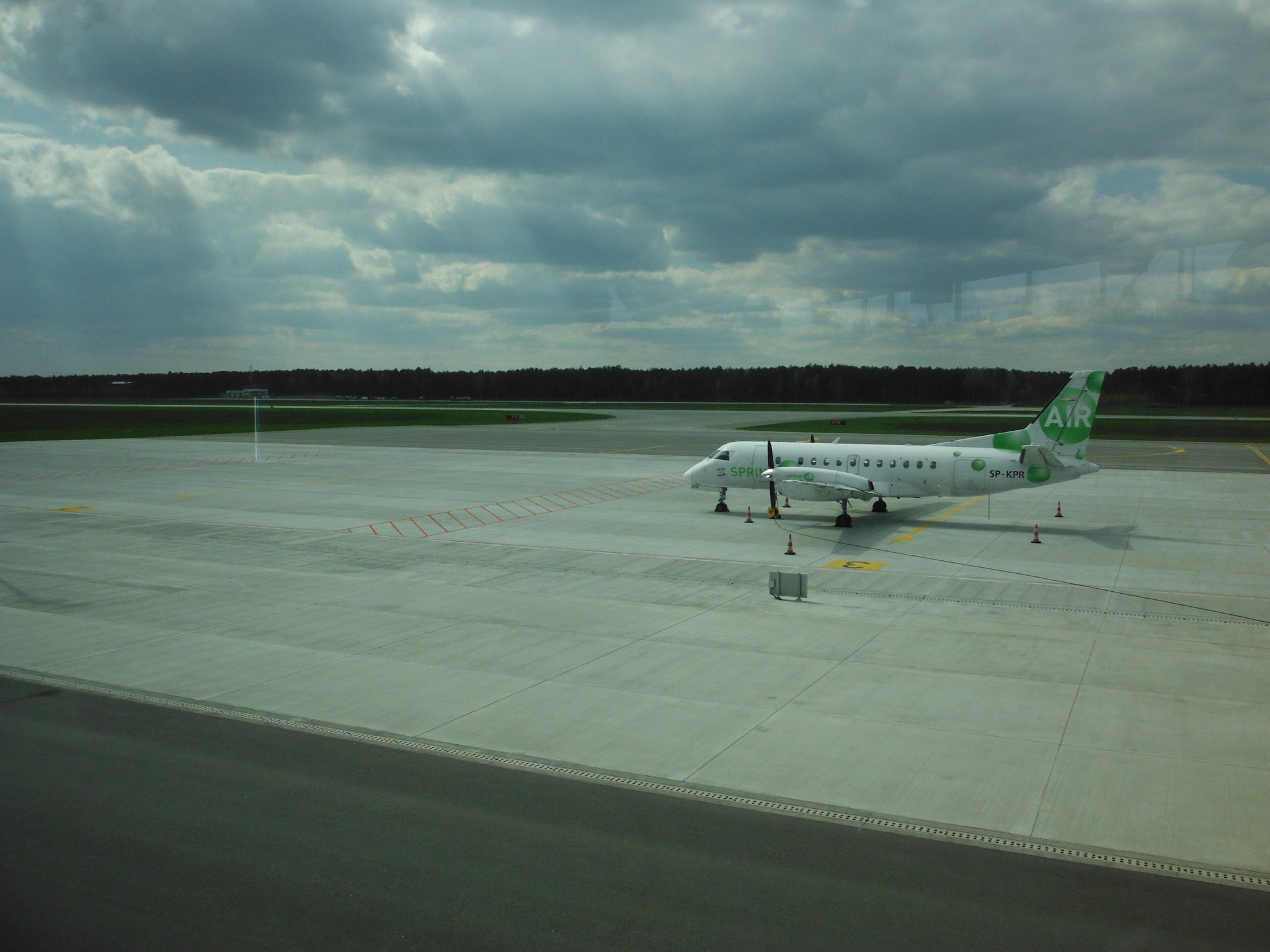
Flugbahn des Flughafens Olsztyn-Mazury

Im Gebiet des Dorfes Szymany liegt der Regionalflughafen Olsztyn-Mazury. In den 1950er Jahren wurde hier ein Militärflugplatz errichtet, der im Jahr 2005 nach u. a. langjähriger Nutzung durch die CIA dem zivilen Flugbetrieb zur Verfügung steht. Am 21. Januar 2016 wurde hier regulärer Flugverkehr aufgenommen.

## Persönlichkeiten
- August Broda (1867–1932), deutscher baptistischer Geistlicher
- Georg Hincha (1930–2012), deutscher Linguist